# غریب‌آباد حاجی‌دادمحمد
غریب‌آباد حاجی‌دادمحمد، روستایی از توابع بخش مرکزی شهرستان خاش در استان سیستان و بلوچستان ایران است.

## جمعیت
این روستا در دهستان کوه سفید قرار دارد و براساس سرشماری مرکز آمار ایران در سال ۱۳۹۵، جمعیت آن ۱۹ نفر (۵ خانوار) بوده‌است.